# Zborovszky-ház (Miskolc)
A Zborovszky-ház Miskolcon, a Széchenyi utca 18. alatt áll. Szépen felújított, éjszakai kivilágítással rendelkező, egyemeletes épület. Helyi műemléki védettséggel rendelkezik.

## Története
A telek a Dőry családé volt, és különlegessége, hogy – eltérően a környékbeli házaktól – soha nem került görög kereskedők tulajdonába. Zborovszky Sándor hentes a 19. század utolsó negyedében lett a tulajdonos, a telken lévő elődépítményt lebontatta, és a helyén építtette meg a mai házat. Az építési dokumentáció 1900-ban készült, tehát ebben az évben készült a ház. Az építtető monogramja a jobb oldali ablak fölötti díszes pajzson ma is látható. A tulajdonos a földszinten működtette húsboltját, az emeleten a család lakása volt. Az udvari részen – már az elődépületben is – „özv. Schweiczerné és fia czukrászdája” működött. A hentes szakma az 1945 utáni időszakban is jelen volt, a bal oldali traktusban az 1960-as években is húsbolt, mellette pedig édességbolt várta a vásárlókat. Az épületet 1990–91-ben felújították, ezután a City Grill nevű gyorsétterem foglalta el a bal oldali részt. 2005-ben az MKB Bank tulajdonába került az épület, amely a földszinten fiókot nyitott, az emeleten pedig irodák vannak. A felújítás tulajdonképpen ezzel fejeződött be, még éjszakai világítást is elhelyeztek az épületen, ami szépen kiemeli a ház díszítéseit.

## Leírása
Az épület egyemeletes, ötaxisú (2+2+1), az utcával párhuzamos nyeregtetős kialakítású. A lábazattól a koronázópárkányig lapos, sávozott lizénák (a középső szélesebb a többitől) osztják a tengelyeknek megfelelő három részre a homlokzatot. A félköríves záródású kapubejáró az ötödik (jobb oldali) axisban helyezkedik el, záradékában puttófejes stukkódísszel. Ez a homlokzatrész sokkal gazdagabban díszített és hangsúlyosabb, mint a másik két dupla tengely. A felújításban a földszinti portálok visszakapták kosárívesen záródó felső részüket és kagylós záradékukat. A jobb oldali egyes ablak igen díszes keretelésű, szemöldökpárkánya két szembe fordított ívből van kialakítva, középen volutás csatlakozással, alatta míves virágfüzérrel. A könyöklőpárkány alatt remek stukkódísz helyezkedik el. Az ablak fölötti kagylóval, nőalakokkal és pálmalevelekkel övezett pajzson az építtető Zborovszky Sándor monogramja látható. Az ablak két oldalán tükrös lizénák vannak, felső részükön oroszlánfejes stukkódísszel. A dupla ablakok keretelése hasonló a jobb oldalival, de a szemöldökpárkány egyenes, alatta kagylós-pálmaleveles díszítéssel. A könyöklőpárkányok a széleken két-két konzolon támaszkodnak. A páros ablakokat elválasztó lizéna fölső részén maszkos, kagylós stukkódísz van. Az épület dísze a kapubejáró szépen kivitelezett félköríves kovácsoltvas rácsa, ehhez hasonló a belső udvar függőfolyosójának korlátkiképzése is.

## Képek

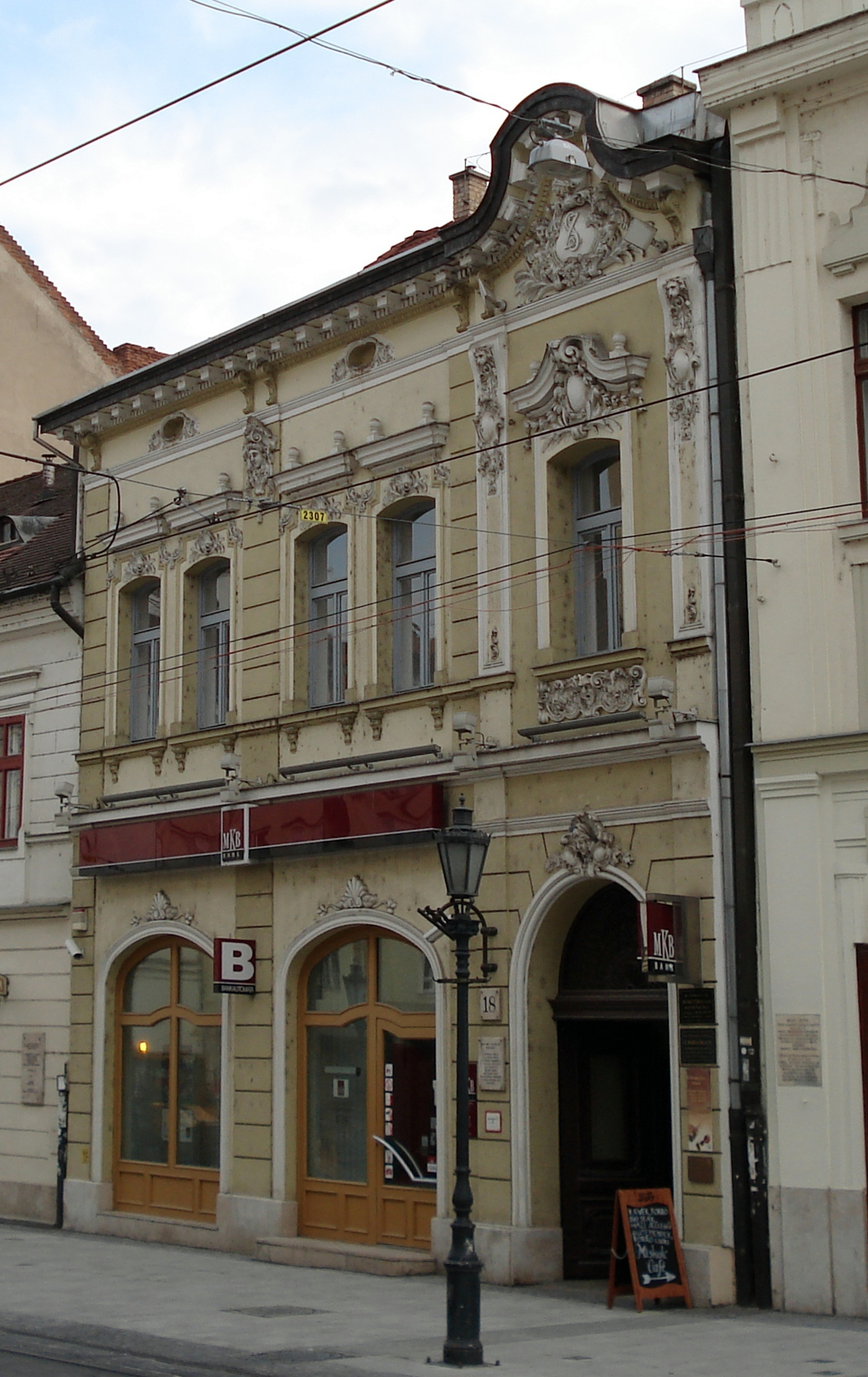
A Zborovszky-ház 2013-ban
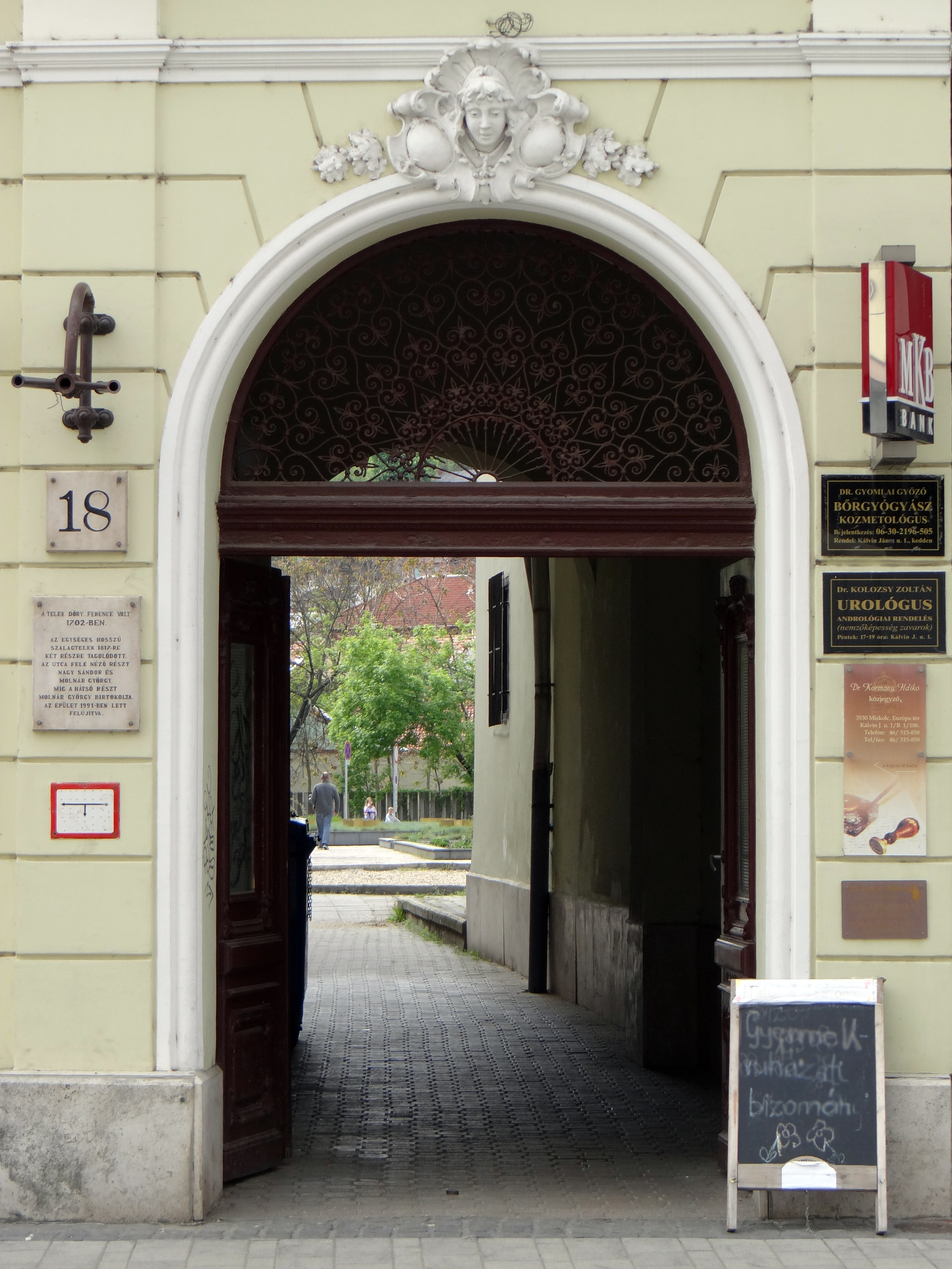
A kapubejáró
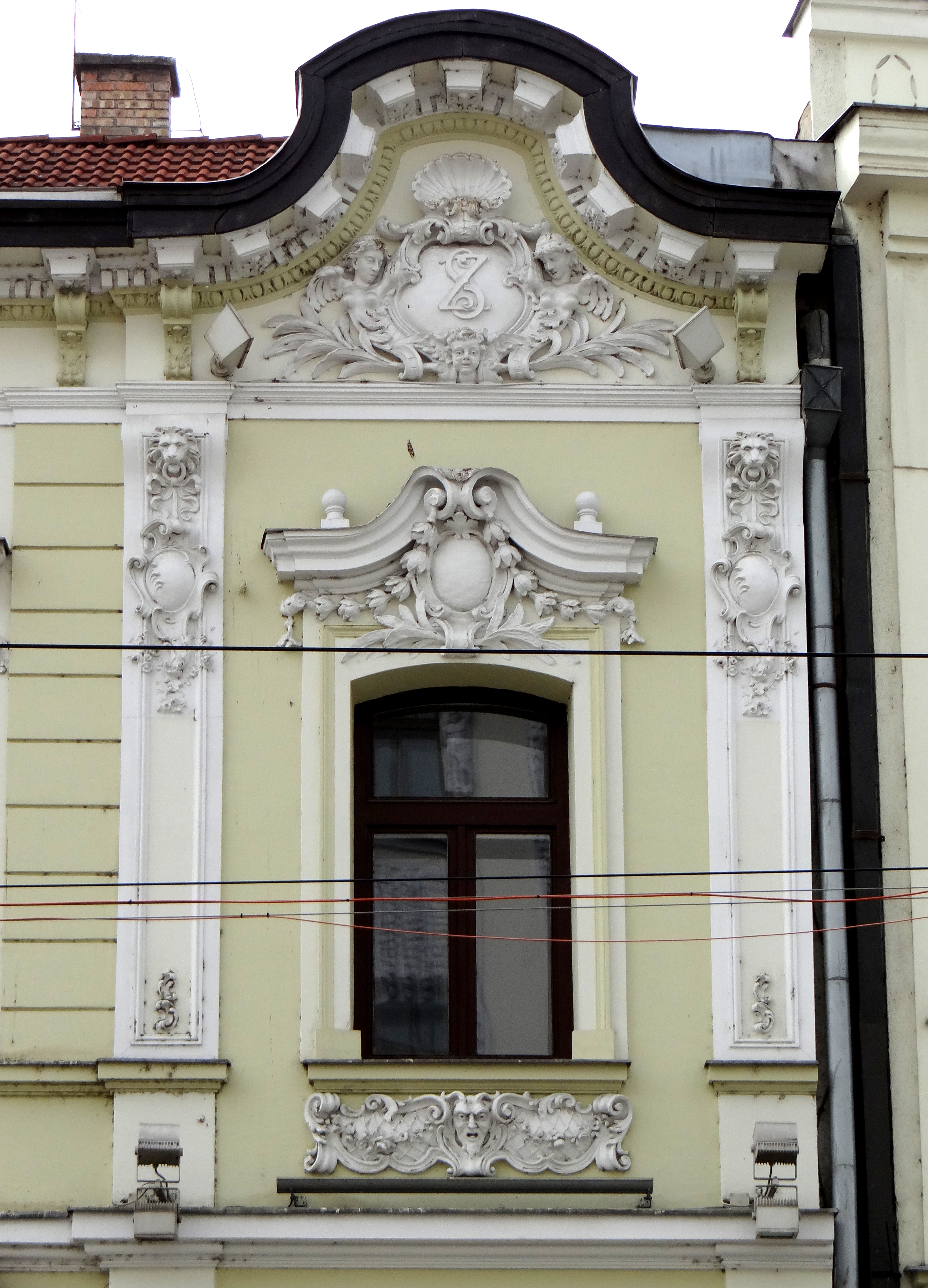
Az ötödik axisbeli ablak
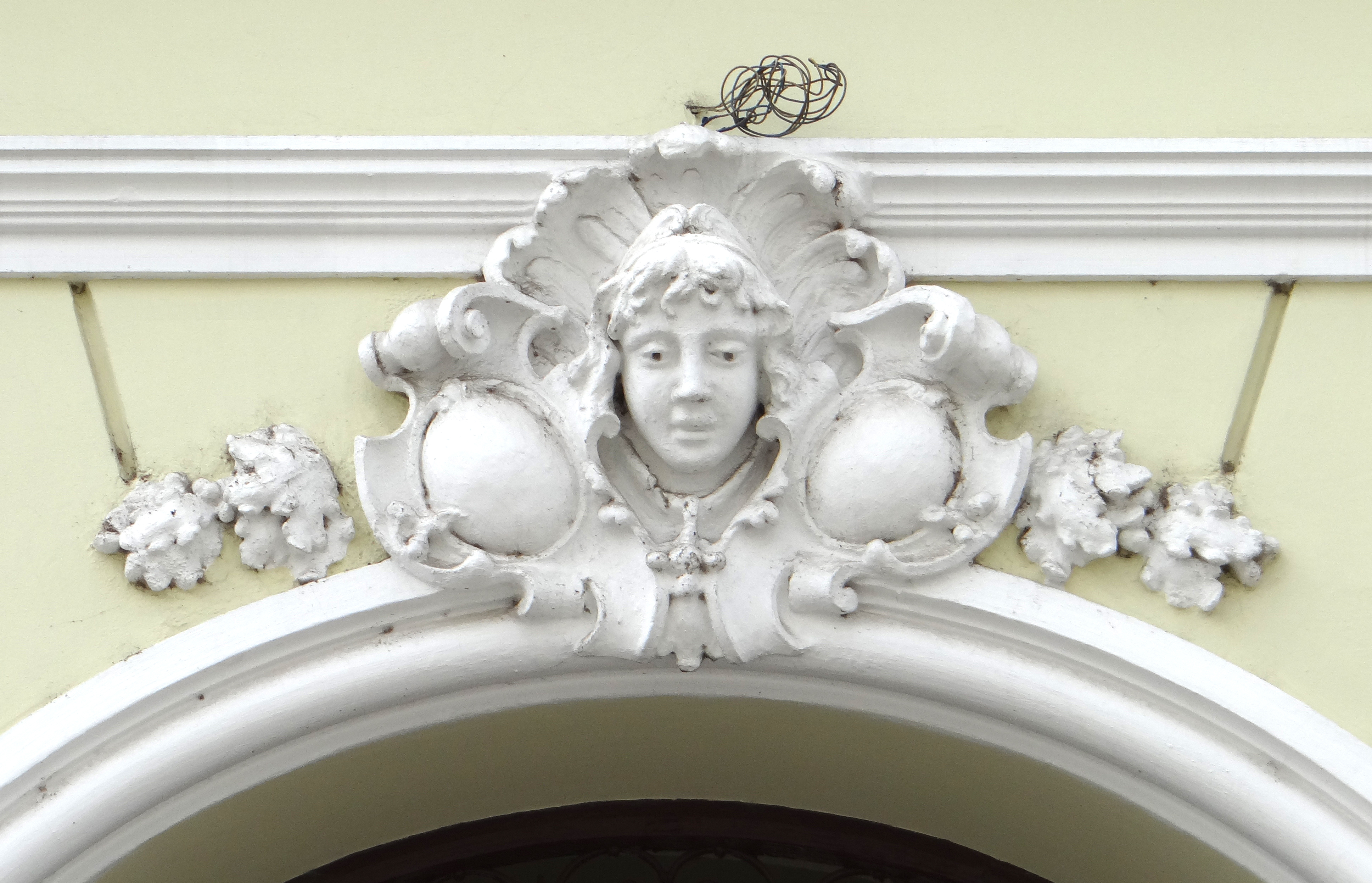
A kapubejáró dísze
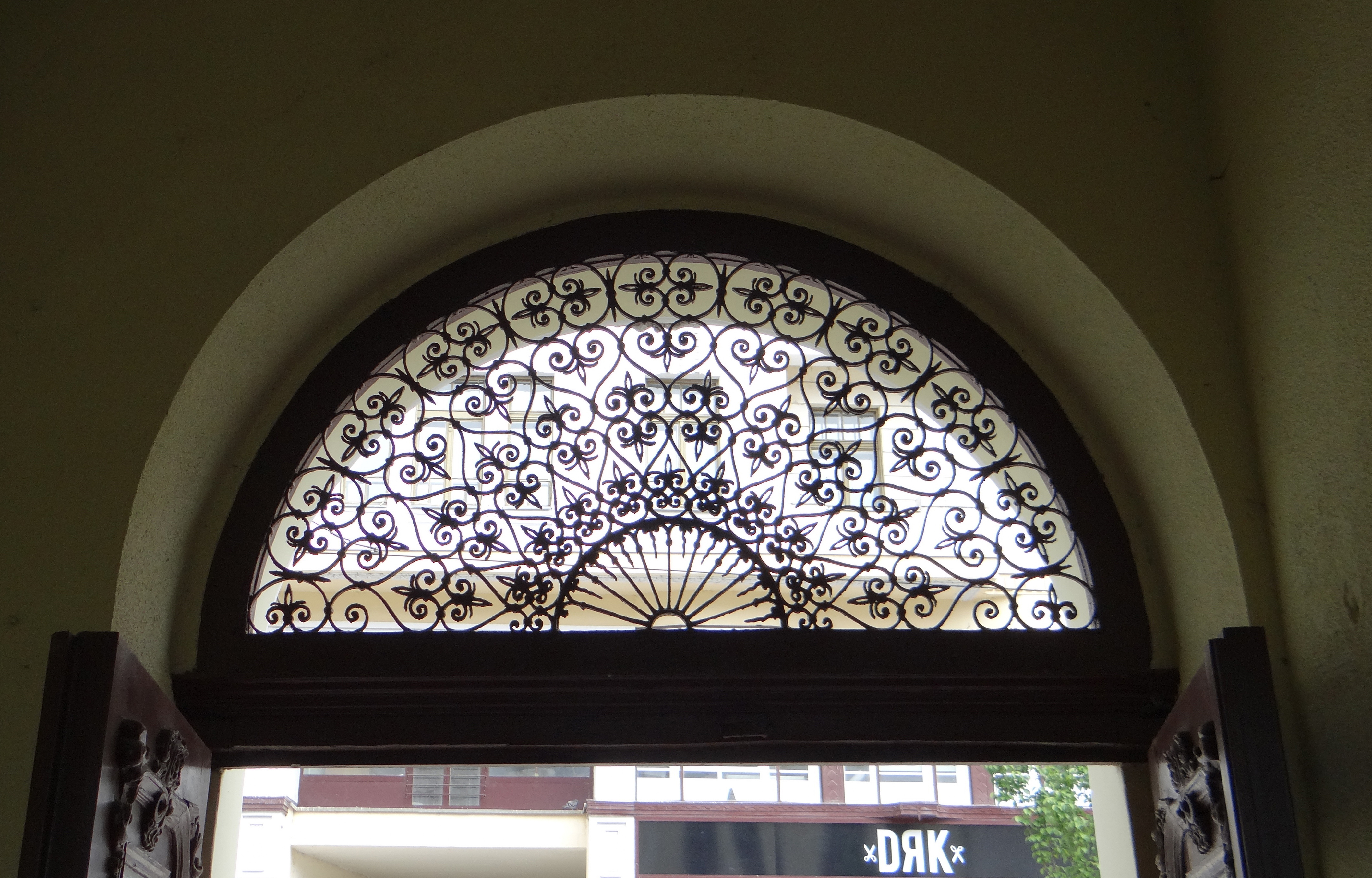
A kapu kovácsoltvas rácsa
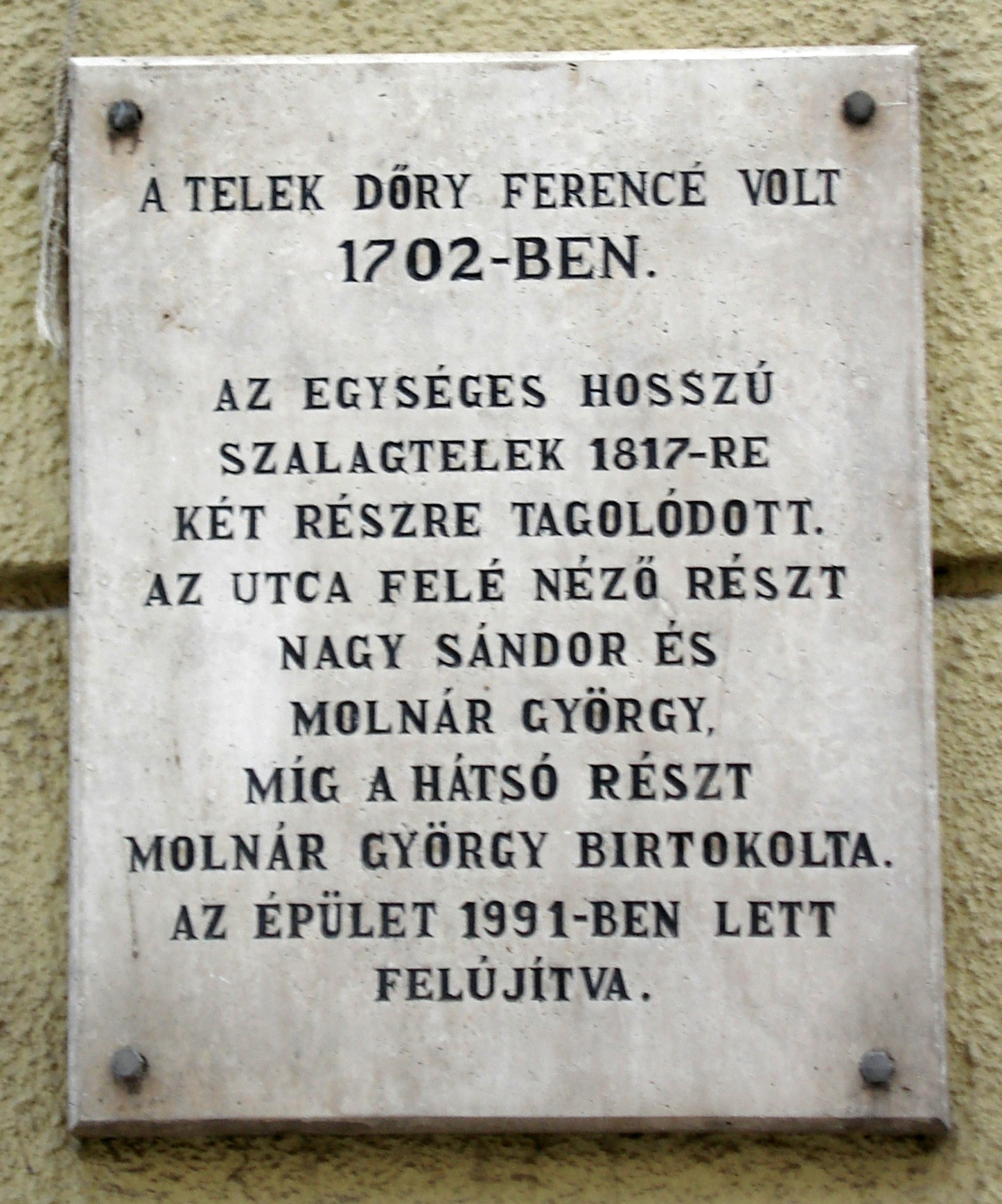
Tájékoztató tábla a kapu bal oldalán
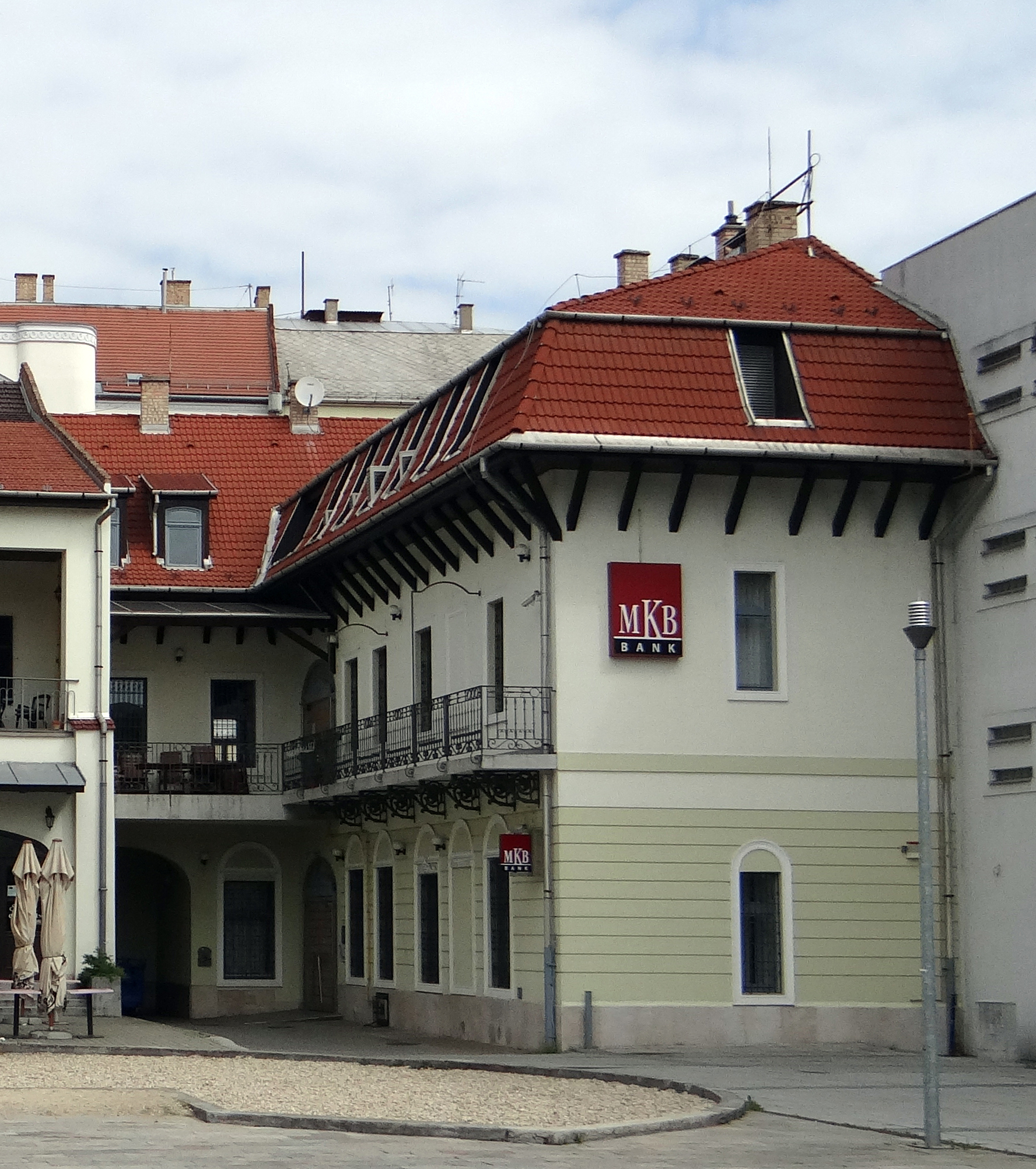
A ház hátsó frontja